# Locris chersonesia
Locris chersonesia är en insektsart som beskrevs av William Lucas Distant 1908. Locris chersonesia ingår i släktet Locris och familjen spottstritar. Inga underarter finns listade i Catalogue of Life.